# Hysteropterum boreale
Hysteropterum boreale är en insektsart som beskrevs av Melichar 1902. Hysteropterum boreale ingår i släktet Hysteropterum och familjen sköldstritar. Inga underarter finns listade i Catalogue of Life.